# Harry Sears
Harry Edward Sears (ur. 11 maja 1870 w Bostonie, zm. 19 października 1920 w Beverly) – amerykański strzelec sportowy, medalista olimpijski.
Harry Sears uczęszczał do Boston Latin School, a później był studentem Harvard University, który ukończył w 1893 roku. Trzy lata później ukończył Harvard Medical School i rozpoczął praktykę lekarską w North Shore w Massachusetts. Był uczestnikiem wojny amerykańsko-hiszpańskiej uzyskując stopień leutnanta. Przez 20 lat pracował w szpitalu w Beverly. W 1920 roku przeszedł załamanie nerwowe i był hospitalizowany kilka miesięcy. Po wyjściu ze szpitala, 19 października, w dniu operacji jego żony popełnił samobójstwo postrzałem w klatkę piersiową.
Wziął udział w trzech konkurencjach strzeleckich rozgrywanych podczas V Letnich Igrzysk Olimpijskich w 1912 roku w Sztokholmie. Zdobył złoty medal w drużynowym konkursie strzelenia z pistoletu z odległości 30 metrów.